# Poustka (Karlovy Vary)
Poustka (in tedesco Oed) è un comune della Repubblica Ceca facente parte del distretto di Cheb, nella regione di Karlovy Vary.

## Geografia fisica
Le località limitrofe sono Seichenreuth, Hazlov, Hurka, Dobrosov e Polná ad ovest, Zelený Háj, Mýtinka e Vojtanov a nord, Horni Lomany, Dolni Lomany e Slatina ad est e Łużna, Krapice, Cetnov, Klest, Pomezí nad Ohří, Dolni Hranicna e Bříza a sud. Il territorio è leggermente ondulato ed è sito ad un'altitudine di 510-550 metri s.l.m..

## Storia
La prima menzione scritta del villaggio risale al 1275. Poustka è un comune indipendente dal 1º gennaio 1992.

## Geografia antropica

### Frazioni
- Poustka
- Ostroh (Seeberg)